# 3M-54 Kalibr
3M-54 Kalibr (Калибр, 'calibre'), 3M54-1 Kalibr o 3M14 Biriuzà (Бирюза, 'turquesa'; denominacions OTAN SS-N-27 Sizzler i SS-N-30A) és una família de míssils de creuer russos desenvolupats per l'Oficina de Disseny Novàtor (OKB-8). Entrà en servei el 1994. N'hi ha versions llançades des de vaixells, des de submarins i des d'aeronaus, així com variants antivaixell, antisubmarí i per a atac terrestre. Algunes versions tenen un segon tram de propulsió que inicia un esprint supersònic en l'aproximació terminal a l'objectiu, cosa que redueix el temps que tenen per reaccionar els sistemes de defensa. Les versions subsòniques tenen un abast més llarg que les supersòniques. El míssil pot portar una ogiva convencional de fins a 500 kg d'explosius o una ogiva termonuclear.